# موش کور اچیگو
موش کور اچیگو (نام علمی: Mogera etigo) نام یک گونه از سرده موش کورهای ژاپنی است.